# Robin Mark
Robin Mark (nar. 1957) je severoirský křesťanský zpěvák a skladatel původem z Belfastu. Mark napsal několik písní, které jsou celosvětově známé. Mezi jeho nejznámější songy patří: „Days of Elijah“, „Revival“, „All for Jesus“, „The Wonder of The Cross“, „Not by Might“ a další. Vydal celkem 13 desek a po celém světě prodal více než 2 miliony kopií. Obdržel mezinárodní ocenění organizace GMA (Gospel Music Association).
Počátkem 90. let 20. století je Mark znám ve Velké Británii, Kanadě a Evropě. Široce znám je až od r. 1999, kdy vydává album Revival In Belfast. Je znám především ve Spojených státech amerických a Austrálii, ale samozřejmě i ve zbytku světa. Song Days of Elijah se stal jedním z nejhranějších worship songů vůbec a jeho deska Revival In Belfast se stala celosvětovým bestsellerem.
Mark navštěvuje křesťanské společenství Christian Fellowship Church Strandtown v Belfastu.

## Diskografie
Alba prodávaná i v zahraničí
Revival in Belfast
Deska vyšla roku 1999 a jednalo se o Markovo první mezinárodně prodávané album. Album bylo komerčně velmi úspěšné – prodalo se na 500 000 kopií. Polovina této prodeje byla ve Spojených státech amerických, kde se album čtyři roky drželo v žebříčku „top 50 nejprodávanějších worship alb“, dále pak už „jen“ v žebříčku top 100. V roce 2004 se díky prodejnosti deska stává Zlatou a v roce 2006 také v Austrálii. Toto album se stalo také jedním z nejprodávanějších worship alb v Jižní Africe. Song Days of Elijah, který byl původně jen na předchozím albu vydaném pro Velkou Británii, se stává nejvíce hraným songem v křesťanské muzice v současnosti.
Come heal this land
Dva roky po albu „Revival in Belfast“, vydává Mark „Come heal this land“, kde jsou nové písně chvály a uctívání Boha s keltským nádechem. Prodáno bylo odhadem 300 000 kopií.
Revival in Belfast 2
Jeho poslední album z živého vystoupení s názvem „Revival in Belfast 2“ se velmi dobře prodává. Od tohoto alba bylo prodáno 100 000 kopií jen první rok. A je to číslo jedna v prodejnosti worship alb v Kanadě, Spojených státech amerických a Austrálii.
East of the river
V roce 2007 vydává po delší odmlce další studiové album „East of the river“. Toto album je charakteristické biblickými texty a keltským hudebním doprovodem.
This City These Streets
Toto album je složeno jen z Markových vlastních songů.
Počátek kariéry
První worship album vydává roku 1992 pod názvem Captive Heart (Srdce v zajetí), zde se objevuje několik písní, které se stále hrají při bohoslužbách a to nejen v jeho domovském kostele, ale po celém světě. Další alba „Not by Might“ a „Days of Elijah“ se v polovině 90. let 20. století stávají v Irsku bestsellery.
Následovalo další album, které však bylo distribuováno již do celé Evropy. Obdržel cenu „Záruka zlatého prodeje ve Velké Británii“ a jiné.

### Studiová alba
- Not By Might (1993)
- Days of Elijah (1995)
- This City, These Streets (1998)
- Sanctuary (2000)
- My Song Is Love Unknown (2003)
- East of the River (2007)
- Year of Grace (2009)

### Alba z živých koncertů
- Room For Grace (1997)
- Mandate - All For Jesus (1999)
- Revival in Belfast (1999)
- Mandate- Men of Faith (2001)
- Come Heal This Land (2001)
- Revival in Belfast 2 (2004)